# Slovak International 2012
Die Slovak International 2012 im Badminton fanden vom 3. bis zum 6. September 2012 in Prešov, Športová hala PU Prešov, Športova 10, statt.

## Sieger und Platzierte
| Disziplin    | Gold                                | Silber                                  | Bronze                           |
| ------------ | ----------------------------------- | --------------------------------------- | -------------------------------- |
| Herreneinzel | Iztok Utroša                        | Jakub Bitman                            | Matthias Almer                   |
| Herreneinzel | Iztok Utroša                        | Jakub Bitman                            | Marius Myhre                     |
| Dameneinzel  | Alesia Zaitsava                     | Natalya Voytsekh                        | Darya Samarchants                |
| Dameneinzel  | Alesia Zaitsava                     | Natalya Voytsekh                        | Hrystyna Dzhangobekova           |
| Herrendoppel | Joe Morgan Nic Strange              | Aleksei Konakh Yauheni Yakauchuk        | Alan Plavin Edgaras Slušnys      |
| Herrendoppel | Joe Morgan Nic Strange              | Aleksei Konakh Yauheni Yakauchuk        | Pavel Florián Jaromír Janáček    |
| Damendoppel  | Yuliya Kazarinova Yelyzaveta Zharka | Anastasiya Dmytryshyn Darya Samarchants | Sarina Kohlfürst Nathalie Ziesig |
| Damendoppel  | Yuliya Kazarinova Yelyzaveta Zharka | Anastasiya Dmytryshyn Darya Samarchants | Katarina Galenić Lucija Vlah     |
| Mixed        | Jakub Bitman Alžběta Bášová         | Vitaliy Konov Yelyzaveta Zharka         | Ondřej Kopřiva Šárka Křížková    |
| Mixed        | Jakub Bitman Alžběta Bášová         | Vitaliy Konov Yelyzaveta Zharka         | Jaromír Janáček Lucie Černá      |